# Курка тікка масала
Тікка Масала (гінді चिकन टिक्का मसाला; урду مرغ تکہ مصالحہ) — страва індійської кухні, шматочки (тікка) смаженої курки з карі в соковитому соусі червоного або помаранчевого кольору на основі помідорів. Соус, як правило, кремовий, злегка пряний.
Походження цієї страви спірне. Одні джерела вважають, що страва з'явилася в перших індійських ресторанах лондонського району Сохо в 1970-х роках. Рахул Верма, експерт з вуличної їжі з Делі, заявив, що страва виникла (можливо, випадково, з подальшою імпровізацією) в Пенджабі в останні 50 років.
У 2009 році парламентарій з Глазго Мохаммед Сарва запропонував включити цю страву до шотландської кухні.